# Ян Жудай
Ян Жудай (декабрь 1926, пров. Сычуань — 24 февраля 2018, Пекин) — китайский партийный и политический деятель, член Политбюро ЦК КПК (1987-1992), зампред ВК НПКСК (1993-2003). В 1983—1993 гг. глава парткома пров. Сычуань, перед тем в 1978—1982 гг. её вице-губернатор.
Член КПК с 1952 года, член ЦК КПК 12 созыва, член Политбюро 13 созыва. Депутат ВСНП 4 и 8 созывов.

## Биография
В 1977—1978 гг. глава Лэшаньского (пров. Сычуань) окружкома КПК.
В 1978—1982 гг. вице-губернатор и член посткома парткома пров. Сычуань.
В 1983—1993 гг. глава парткома пров. Сычуань.
В 1993—2003 годах зампред ВК НПКСК 8-9 созывов (третий по перечислению до 1998 года, затем второй).
Считается протеже Чжао Цзыяна. Из-за тесной связи с которым, по-видимому, не попал в ЦК КПК 14-го созыва в 1992 году.